# Skynyrd's First and... Last.
 (janvier 2022).
Albums de Lynyrd Skynyrd
Street Survivors
(1977) Gold & Platinum
(1979)
Singles
1. Down South Jukin'
Sortie : 1978

Skynyrd's First And... Last. est un album posthume du groupe de rock sudiste américain, Lynyrd Skynyrd. Il est sorti le 5 septembre 1978 sur le label MCA Records et a été produit par Jimmy R. Johnson & Tim Smith.

## Historique
C'est un album constitué de titres alors inédits, issus de deux sessions d'enregistrement, en 1971 et 1972, du groupe aux The Muscle Shoals studios en Alabama sous la houlette de Jimmy Johnson. Ces enregistrements sont donc antérieurs au premier album mais n'ont été publiés en disque qu'en 1978, après l'accident d'avion qui décima Lynyrd Skynyrd en 1977 ce qui explique le titre de l'album : "le premier et... le dernier". Des neuf titres qui composent l'album , seule la chanson "Thing Goin' On" était déjà apparue sur (Pronounced 'lĕh-'nérd 'skin-'nérd), le premier album du groupe, mais dans une version différente. Les musiciens de Lynyrd Skynyrd avaient déjà en projet de sortir ce disque avant le tragique accident d'avion, ayant même pratiqué des "overdubs" sur certains titres en 1975 puis encore en 1976.
Cet album se classa à la 15e place du Billboard 200 aux États-Unis et sera certifié disque de platine deux mois après sa sortie aux États-Unis
L'album sera réédité en 1998 sous le titre de "Skynyrd's First: The Complete Muscle Shoals Album" avec huit titres supplémentaires et certaines versions parfois épurées de quelques "overdubs".

## Liste des pistes

### Album original
Face 1
| No | Titre                | Auteur                              | Durée |
| -- | -------------------- | ----------------------------------- | ----- |
| 1. | Down South Jukin'    | Ronnie Van Zant, Gary Rossington    | 2:12  |
| 2. | Preacher's Daughter  | Van Zant, Rickey Medlocke           | 3:39  |
| 3. | White Dove           | Medlocke                            | 2:56  |
| 4. | Was I Right or Wrong | Van Zant, Rossington                | 5:21  |
| 5. | Lend a Helpin' Hand  | Van Zant, Allen Collins, Rossington | 4:24  |

Face 2
| No | Titre           | Auteur                      | Durée |
| -- | --------------- | --------------------------- | ----- |
| 6. | Wino            | Van Zant, Medlocke, Collins | 3:15  |
| 7. | Comin' Home     | Van zant, Collins           | 5:30  |
| 8. | The Seasons     | Medlocke                    | 4:09  |
| 9. | Things Goin' On | Van Zant, Rossington        | 5:10  |

### Skynyrd's First: The Complete Muscle Shoals Album (1998)
1. "Free Bird" (Original Version) (Collins, Van Zant) - 7:26
2. "One More Time" (Original Version) (Rossington, Van Zant) - 5:04
3. "Gimme Three Steps" (Original Version) (Collins, Van Zant) - 4:09
4. "Was I Right or Wrong?" (Rossington, Van Zant) - 5:25
5. "Preacher's Daughter" (Medlocke, Van Zant) - 3:40
6. "White Dove" (Medlocke) - 2:58
7. "Down South Jukin'" (Rossington, Van Zant) - 2:14
8. "Wino" (Original Version) (Collins, Medlocke, Van Zant) - 3:16
9. "Simple Man" (Original Version) (Rossington, Van Zant) - 5:25
10. "Trust" (Original Version) (Collins, Van Zant) - 4:14
11. "Comin' Home" (Original Version) (Collins, Van Zant) - 5:30
12. "The Seasons" (Medlocke) - 4:11
13. "Lend a Helpin' Hand" (Collins, Rossington, Van Zant) - 4:22
14. "Things Goin' On" (Original Version) (Rossington, Van Zant) - 5:12
15. "I Ain't the One" (Original Version) (Rossington, Van Zant) - 3:37
16. "You Run Around" (Medlocke) - 5:39
17. "Ain't Too Proud to Pray" (Medlocke) - 5:26

## Musiciens
Lynyrd Skynyrd
- Ronnie Van Zant: chant
- Allen Collins: guitares
- Gary Rossington: guitares
- Ed King: guitares, basse sur White Dove
- Billy Powell: piano sur Comin' Home
- Greg T. Walker: basse sur les titres 2, 5, 6, 7 & 8
- Leon Wilkeson: basse sur les titres 1, 4 & 9
- Bob Burns: batterie sur les titres 1, 4 & 9
- Rickey Medlocke: batterie sur les titres 2, 5, 6, 7 & 8, chant sur White Dove & The Seasons, mandolin sur The Seasons, chœurs
- Cassie Gaines, JoJo Billingsley: chœurs sur Down South Jukin' & Was I Right or Wrong
- Leslie Hawkins: chœurs sur Down South Jukin', Was I Right or Wrong & Comin' Home

Musiciens additionnels
- Ronnie Eades: saxophone sur Down South Jukin'
- Jimmy Johnson: guitare sur Down South Jukin'
- Wayne Perkins: guitare sur Down South Jukin' & Preacher's Daughter
- Gimmer Nichols: guitare acoustique sur White Dove
- Randy McCormick: mellotron sur White Dove
- Tim Smith: chœurs sur Comin' Home

## Charts et certifications
| Pays        | Durée du classement | Meilleur classement |
| ----------- | ------------------- | ------------------- |
| Canada      | 8 semaines          | 35e                 |
| États-Unis  | 18 semaines         | 15e                 |
| Royaume-Uni | 1 semaine           | 50e                 |

| Pays       | Certification | Ventes      | Date       |
| ---------- | ------------- | ----------- | ---------- |
| États-Unis | Or            | 500 000 +   | 08/09/1978 |
| États-Unis | Platine       | 1 000 000 + | 10/11/1978 |